# François Robichon de la Guérinière

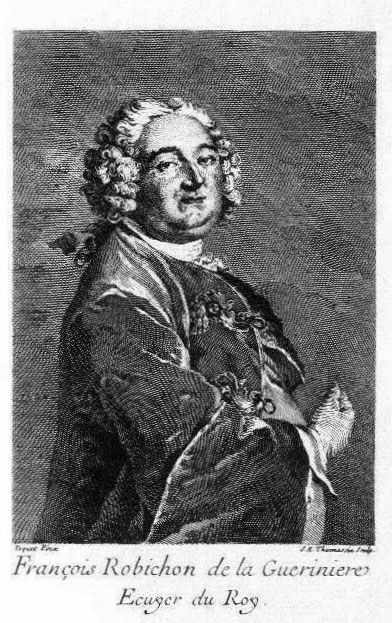
François Robichon de la Guérinière

François Robichon de la Guérinière (* 8. Mai 1688; † 2. Juli 1751) fand den noch heute üblichen Sitz des Reiters.
In seinem 1733 erschienenen Buch École de Cavalerie beschrieb Guérinière als erster eine systematische Ausbildung für das Pferd, die vom Leichten zum Schweren führt, und noch heute als Grundlage für die klassische Reitkunst gilt. Guérinière lehnte jede Gewaltanwendung bei der Ausbildung des Pferdes ab und verlangte, dass jedes Pferd individuell ausgebildet werden müsse, so wie es seine Anlagen erfordern.
Nachdem Guérinière aufgrund finanzieller Probleme eine eigene Reitschule einstellen musste, war er von 1730 bis zu seinem Tod im Marstall von Ludwig XV. (Grande Écurie) angestellt. Außerdem leitete er die Reitschule der Tuilerien und durfte den Titel Ecuyer du Roy („Reitmeister des Königs“) führen.
Im Gegensatz zu Antoine de Pluvinel, seinem Vorgänger in der gewaltfreien Schule, sah Guérinière die Ausbildung des Pferdes als eine Vervollkommnung der Natur und wollte damit in einigen Bereichen, wie zum Beispiel dem Galopp, über die natürlichen Bewegungen der Pferde hinausgehen.
Neben dem heute noch üblichen Sitz erfand Guérinière auch das Schulterherein (frz. épaule en dedans) und den Pritschensattel, um dem Reiter die neue Form des Sitzes, die in den bis dahin üblichen Sätteln kaum realisierbar war, zu erleichtern.